# Антоан Вато
Антоан Жан Вато (фр. Antoine Jean Watteau; 10. октобар 1684, Валенсијен—18. јул 1721, Ножан сир Марн) је био француски сликар, родоначелник сликарства рококоа у Француској.
Његово дело наговештава промену која ће се догодити у француском друштву након смрти Луја XIV. У периоду од 1704. до 1708. учио код К. Жилоа у Паризу. У уметничким збиркама палате Луксембург и свог мецене Пјера Крозаа дошао је у додир са венецијанским и фламанским сликарством 16. века (нарочито са делима Тицијана, Рубенса и Ван Дајка) који су утицали на стил његових раних дела. Године 1717. постао је члан Академије, на основу слике Ходочашће на Китеру. Током свог боравка у Енглеској (1719/20) тешко је оболео и од те болести се није опоравио. Ватоов стил, којим је увео епоху рококоа, карактерише јаки а ипак нежни колорит, мирисна атмосфера као и лаке и елегантне фигуре. Његове главне теме биле су интимне свечаности дворског друштва (Fêtes galantes) у слободном простору као и сцене из Комедије дел арте (Commedia dell'arte), на пример Пјеро или Жил из 1718/19.
Мада је од француских сликара рококоа код њега учио само Ж. Б. Патер, Ватоов начин сликања и његове теме имале су многе слебденике (као што су Н. Ланкре, Ф. Буше или Ж. О. Фрагонар). Сачувана је отприлике трећина његових дела, али бројни цртежи и бакрорезне репродукције дела сведоче о обиму његовог опуса.

## Галерија
- Ходочашће на Китеру из 1717, Музеј Лувр
- Радости љубави из 1718—1719, Галерија старих мајстора у Дрездену
- Љубавна песма из 1712, Национална галерија у Лондону
- Пјеро или Жил из 1718–1719, Музеј Лувр